# Liste der Monuments historiques in Grosne
Die Liste der Monuments historiques in Grosne führt die Monuments historiques in der französischen Gemeinde Grosne auf.

## Liste der Bauwerke
| Bezeichnung    | Beschreibung | Standort                | Kennzeichnung | Schutzstatus | Datum | Bild           |
| -------------- | ------------ | ----------------------- | ------------- | ------------ | ----- | -------------- |
| Friedhofskreuz | Stein, 1764  | auf dem Friedhof (Lage) | PA00101158    | Inscrit      | 1989  | weitere Bilder |

## Liste der Objekte
| Bezeichnung                        | Beschreibung                       | Standort                     | Kennzeichnung | Schutzstatus | Datum | Bild |
| ---------------------------------- | ---------------------------------- | ---------------------------- | ------------- | ------------ | ----- | ---- |
| Grabplatte für die Familie Charrot | Stein, 1617                        | in der Kirche St-Paul (Lage) | PM90000049    | Classé       | 1931  |      |
| Gemälde Anbetung der Könige        | 18. Jahrhundert                    | in der Kirche St-Paul (Lage) | PM90000050    | Classé       | 1931  |      |
| Kelch und Patene                   | Silber, vergoldet, 18. Jahrhundert | in der Kirche St-Paul (Lage) | PM90000051    | Classé       | 1960  |      |